# آلبوم (آلبوم بلک‌پینک)
آلبوم (به انگلیسی: The Album) نخستین آلبوم استودیویی کره‌ای زبان (به‌طورکلی دومین) از گروه دخترانه کره‌ای بلک‌پینک است که در ۲ اکتبر ۲۰۲۰ ازطریق وای‌جی انترتینمنت و اینترسکوپ رکوردز منتشر شد. پیش‌سفارش برای آلبوم در ۲۸ اوت ۲۰۲۰ آغاز شد. این نخستین انتشار کره‌ای بلک‌پینک از زمان کیل دیس لاو (۲۰۱۹) بود. بلک‌پینک برای آلبوم ۸ ترانه جدید ضبط کرد و با تهیه‌کننده‌های مختلفی از جمله تدی، تامی براون، آر تی، مستر فرانکس و ۲۴ کار کرد. همچنین جیسو و جنی از اعضای بلک‌پینک در نوشتن اشعار برای «دخترهای دل‌باخته» نقش داشته‌اند. گروه در مورد این آلبوم که در طی دنیاگیری کروناویروس به صورت جداگانه نوشته و ضبط شده‌است، اظهار داشت: «آلبوم بخشی از بلوغ ما را از طریق آواز نه تنها در مورد عشق بلکه احساسات متنوعی که دختران در حال رشد تجربه می‌کنند نشان می‌دهد». این اثر از نظر موسیقی آلبومی پاپ و ای‌دی‌ام، د آلبوم با مضامین پیرامون رشد کردن و عشق توصیف شده‌است.
د آلبوم شامل همکاری با سلنا گومز و کاردی بی است. قبل از انتشار، دو تک‌آهنگ برای پشتیبانی از آلبوم منتشر شد که هر دو به چهل رتبه برتر ۱۰۰ آهنگ داغ بیلبورد وارد شدند: «چطور دوستش داری» در ۲۶ ژوئن ۲۰۲۰ به‌عنوان تک‌آهنگ لید آلبوم، و در حین آن «بستنی» با همکاری سلنا گومز در ۲۸ اوت ۲۰۲۰ منتشر شد. «دخترهای دل‌باخته» به‌عنوان سومین تک‌آهنگ در کنار آلبوم، در ۲ اکتبر ۲۰۲۰ منتشر شد.

## فهرست قطعه‌ها
دست‌اندرکاران آلبوم برگرفته‌شده از تیدال.
| نسخه استاندارد | نسخه استاندارد                       | نسخه استاندارد |
| شماره          | نام                                  | مدت            |
| -------------- | ------------------------------------ | -------------- |
| ۱.             | «چطور دوستش داری»                    | ۳:۰۱           |
| ۲.             | «بستنی» (با سلنا گومز)               | ۲:۵۶           |
| ۳.             | «وحشی زیبا»                          | ۳:۱۹           |
| ۴.             | «Bet you wanna» (با همراهی کاردی بی) | ۲:۳۹           |
| ۵.             | «دخترهای دل‌باخته»                    | ۳:۱۲           |
| ۶.             | «Crazy over you»                     | ۲:۴۱           |
| ۷.             | «Love to hate me»                    | ۲:۴۹           |
| ۸.             | «You never know»                     | ۳:۴۹           |
| مجموع مدت:     | مجموع مدت:                           | ۲۴:۲۶          |